# Xue Fei
Xue Fei (chiń. 薛飞; ur. 8 sierpnia 1989 w Nankin) – chińska lekkoatletka, specjalizująca się w biegach na długich dystansach.

## Osiągnięcia
- złoto mistrzostw świata juniorów (bieg na 5000 m, Pekin 2006)
- złoty medal igrzysk azjatyckich (bieg na 5000 m, Doha 2005)
- 13. miejsce podczas igrzysk olimpijskich (bieg na 5000 m, Pekin 2008)
- złoty medal mistrzostw Azji (bieg na 5000 m, Guangdong 2009).

## Rekordy życiowe
- bieg na 1500 metrów – 4:08,87 (2008)
- bieg na 5000 metrów – 15:02,73 (2007)
- bieg na 10 000 metrów – 32:29,12 (2007)
- bieg na 1500 metrów (hala) – 4:09,71 (2012) rekord Chin
- bieg na 3000 metrów (hala) – 9:03,67 (2008) juniorski rekord Azji